# John Henry Wilson (Politiker)
John Henry Wilson (* 30. Januar 1846 in Crab Orchard, Lincoln County, Kentucky; † 14. Januar 1923 in Louisville, Kentucky) war ein US-amerikanischer Politiker. Zwischen 1889 und 1893 vertrat er den Bundesstaat Kentucky im US-Repräsentantenhaus.

## Werdegang
John Wilson besuchte nach der Grundschule bis 1870 das Tusculum College in Greeneville (Tennessee). Nach einem anschließenden Jurastudium und seiner 1871 erfolgten Zulassung als Rechtsanwalt begann er in Barbourville in diesem Beruf zu arbeiten. Außerdem wurde er in der Landwirtschaft tätig. Überdies war er auch am Bau der Fernstraße Dixie Highway beteiligt. Politisch war er Mitglied der Republikanischen Partei. Zwischen 1883 und 1887 gehörte er dem Senat von Kentucky an.
Bei den Kongresswahlen des Jahres 1888 wurde Wilson im zehnten Wahlbezirk von Kentucky in das US-Repräsentantenhaus in Washington, D.C. gewählt, wo er am 4. März 1889 die Nachfolge des Demokraten William P. Taulbee antrat. Zwei Jahre später kandidierte Wilson im elften Distrikt für den Kongress. Nach seinem Wahlsieg konnte er dort am 4. März 1891 Hugh F. Finley ablösen. Somit absolvierte er zwischen dem 4. März 1889 und dem 3. März 1893 zwei Legislaturperioden für zwei Wahlbezirke im US-Repräsentantenhaus.
Nachdem er bei den Wahlen des Jahres 1892 nicht bestätigt worden war, zog sich John Wilson aus der Politik zurück. In der Folge praktizierte er wieder als Anwalt in Barbourville. Er starb am 14. Januar 1923 in Louisville und wurde in Barbourville beigesetzt.